# Parque Boturussu
O Parque Boturussu (também é frequente a grafia Boturuçu) é um bairro no distrito de Ermelino Matarazzo, na cidade de São Paulo.